# Japanischer Terrier
Der Japanische Terrier (jap. 日本テリア, Nihon Teria) ist eine von der FCI anerkannte japanische Hunderasse (FCI-Gruppe 3, Sektion 2, Standard Nr. 259).

## Herkunft und Geschichtliches
Die Ursprünge der Rasse liegen im Jahr 1702, als Glatthaar-Foxterrier aus Holland nach Japan gebracht wurden und durch Kreuzung mit einheimischen Hunden der Japan Terrier entstand. Die Hunde wurden vor allem in den Hafenstädten Yokohama und Kōbe als Schoßhunde gehalten, die auf Spaziergängen von ihren Besitzern getragen wurden. Sie wurden Oyuku oder Mikado Terrier genannt. Eine planmäßige Zucht eines modernen Rassehunds begann etwa um 1920. Es brauchte etwa 10 Jahre, bis sich das Rassebild verfestigt hatte.

## Kurzbeschreibung

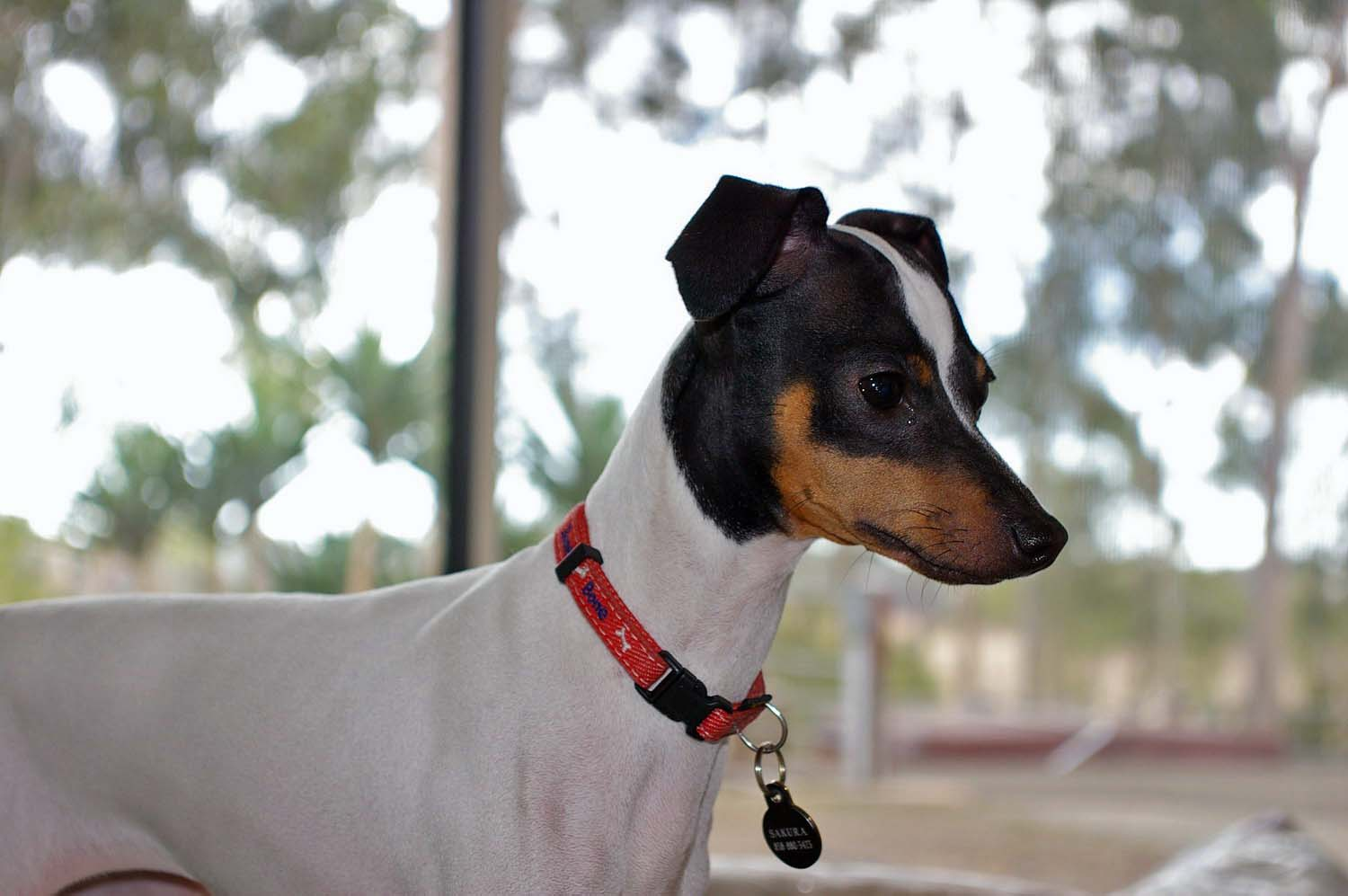
Kopfstudie

Der Japanische Terrier wird bis zu 33 cm groß. Das Haar ist dreifarbig, überwiegend weiß, am Kopf schwarz, lohfarben und weiß oder weiß mit schwarzen Flecken, wobei am Körper schwarze oder lohfarbene Abzeichen auftreten. Es ist sehr kurz, glatt, dicht und glänzend. Die Ohren sind hoch angesetzt, mäßig klein, dünn, V-förmig, hängend und nach vorne fallend.

## Verwendung
Gesellschaftshund